# Copa América žen CAF7
Copa América žen CAF7 se koná se od roku 2019 a pořádá ho Confederación Americana de Fútbol 7 (CAF7). První ročník se odehrál v roce 2019 v Córdobě v Argentině. Na posledním šampionátu v Chile v listopadu 2022 zvítězili reprezentantky Chile.

## Turnaje
| Rok  | Hostitel                  | Finále              | Finále | Finále             | Zápas o          | Zápas o            | Zápas o           |
| Rok  | Hostitel                  | Vítěz               | Skóre  | Poražený finalista | Třetí místo      | Skóre              | Čtvrté místo      |
| ---- | ------------------------- | ------------------- | ------ | ------------------ | ---------------- | ------------------ | ----------------- |
| 2019 | Argentina (Córdoba)       | Mexiko              | 7 – 0  | Ekvádor            | Chile            | 2 – 1              | Argentina BS. AS. |
| 2022 | Chile (Santiago de Chile) | Chile Metropolitano | 7 – 1  | Argentina          | Chile Concepción | 1 – 1 (2 – 1) pen. | Uruguay           |

## Medailový stav podle zemí do roku 2022 (včetně)
| Pořadí | Země      | Zlato | Stříbro | Bronz | Celkem |
| 1.     | Chile     | 1     | 0       | 2     | 3      |
| 2.     | Mexiko    | 1     | 0       | 0     | 1      |
| 3.     | Ekvádor   | 0     | 1       | 0     | 1      |
| 4.     | Argentina | 0     | 1       | 0     | 1      |